# Andreas Bihrer
Andreas Bihrer (* 1970 in Heilbronn) ist ein deutscher Historiker. Er lehrt als Professor für Geschichte des frühen und hohen Mittelalters sowie Historische Grundwissenschaften an der Christian-Albrechts-Universität zu Kiel.

## Leben
Andreas Bihrer studierte von 1991/92 bis 1997 Geschichte, Germanistik und Politikwissenschaft an der Albert-Ludwigs-Universität Freiburg. Von 1999 bis 2005 war er Assistent in Freiburg am Seminar für Lateinische Philologie des Mittelalters von Paul Gerhard Schmidt. Im Jahr 2003 wurde er mit der von Thomas Zotz betreuten Arbeit über den Konstanzer Bischofshof im 14. Jahrhundert promoviert. Für seine Übung „Natürlich eine alte Handschrift... Editorische Übung“ aus dem Wintersemester 2006/07 wurde ihm 2008 der Landeslehrpreis Baden-Württemberg verliehen. In Freiburg habilitierte er sich 2010 mit einer Arbeit zu den Kontakten zwischen dem ostfränkisch-deutschen Reich und England im Frühmittelalter.
Bihrer war in Freiburg von 2005 bis 2012 Akademischer Rat auf Zeit am Lehrstuhl für Mittelalterliche Geschichte bei Birgit Studt. Im Sommersemester 2011 hatte er für Karl-Heinz Spieß eine Lehrstuhlvertretung an der Ernst-Moritz-Arndt-Universität Greifswald. Im Wintersemester 2011/12 war er Vertretungsprofessor am Lehrstuhl für Mittelalterliche Geschichte für Stefan Weinfurter an der Ruprecht-Karls-Universität Heidelberg. Bihrer lehrt seit 2012 als Nachfolger von Heinrich Dormeier als Professor für mittelalterliche Geschichte an der Universität Kiel.
Er ist Mitglied im Deutschen Hochschulverband, Verband der Historiker und Historikerinnen Deutschlands, Mediävistenverband, International Courtly Literature Society, Geschichtsverein der Diözese Rottenburg-Stuttgart, Verein für Geschichte des Bodensees und seiner Umgebung und Breisgau-Geschichtsverein Schau-ins-Land.

## Forschungsschwerpunkte
Seine Forschungsschwerpunkte sind der Austausch und Transfer im Frühmittelalter, die englisch-ostfränkischen Begegnungen im frühen und hohen Mittelalter, die Kommunikationsgeschichte der Vormoderne, geistliche Fürsten, Hof und Stadt sowie die Reformation.
Bihrer gilt als Experte für die Konstanzer Bistumsgeschichte. In seiner Dissertation untersuchte er den spätmittelalterlichen Bischofshof am Beispiel von Konstanz im 14. Jahrhundert. Er setzte den zeitlichen Schwerpunkt auf die Episkopate der Bischöfe Gerhard von Bevar (1307–1318), Rudolf von Montfort (1322–1334), Nikolaus von Frauenfeld (1334–1344), Ulrich Pfefferhard (1345–1351) und Johann Windlock (1351–1356). Am Beispiel von Konstanz will Bihrer den bis dahin wenig erforschten geistlichen Hof erforschen und dabei „wesentliche Strukturelemente spätmittelalterlicher Bischofshöfe entwickeln“. Unter Hof versteht Bihrer das gesamte Umfeld des Bischofs und „bezieht damit alle Personen ein, die eine persönliche Bindung zum Ordinarius besaßen, die an mit der Konstanzer Kirche verbundenen Herrschaftsrechten beteiligt oder die in der bischöflichen Umgebung [...] anwesend waren“. Nach einer Einleitung und den gesellschaftlichen Rahmenbedingungen werden in drei großen Themenabschnitten Institutionen und Herrschaftspraxis, soziale und kommunikative Aspekte der Institution behandelt. Er stellte im Ergebnis fest, dass in der ersten Hälfte des 14. Jahrhunderts mit der hochadligen Grafenpartei und der niederadeligen Klingenbergpartei zwei Verwandtschaftsverbände den Bischofshof dominierten. Mit seiner Dissertation legte er einen grundlegenden Beitrag zu den Konstanzer Bischöfen und ihrem Verwaltungsapparat im ausgehenden 13. und 14. Jahrhundert vor. Weitere Beiträge veröffentlichte er zuvor bereits über die Konstanzer Bischöfe Johann Windlock und Ulrich Pfefferhard.
In seiner Freiburger Habilitationsschrift konnte Bihrer zeigen, dass zwischen der Mitte des 9. Jahrhunderts und dem 11. Jahrhundert keine intensiven Kontakte zwischen England und dem ostfränkischen Reich bestanden. Auch haben sich die Kontakte zwischen beiden Völkern nach 900 weder zur gemeinsamen Abwehr der Wikinger noch durch die Heirat Ottos des Großen mit Edgith, der angelsächsischen Tochter Æthelstans, verstärkt. Außerdem ist im Frühmittelalter weder ein Entwicklungsvorsprung des Kontinents noch ein Kulturgefälle zwischen England und dem ostfränkischen Reich nachzuweisen. Daraus entwickelt Bihrer die These, vergleichbare „Modernisierungs- und Fortschrittsbilder“ grundsätzlich infrage zu stellen.

## Schriften (Auswahl)
Monografien
- Begegnungen zwischen dem ostfränkisch-deutschen Reich und England (850–1100). Kontakte – Konstellationen – Funktionalisierungen – Wirkungen (= Mittelalter-Forschungen. Bd. 39). Thorbecke, Stuttgart 2012, ISBN 978-3-7995-4290-6 (Zugleich: Freiburg im Breisgau, Universität, Habilitations-Schrift, 2010/11) (Rezension in sehepunkte).
- Der Konstanzer Bischofshof im 14. Jahrhundert. Herrschaftliche, soziale und kommunikative Aspekte (= Residenzenforschung. Bd. 18). Thorbecke, Ostfildern 2005, ISBN 3-7995-4518-2 (Zugleich: Freiburg im Breisgau, Universität, Dissertation, 2002/03).

Herausgeberschaften
- mit Hedwig Röckelein: Die „Episkopalisierung der Kirche“ im europäischen Vergleich / The „Episcopalization of the Church“ in European Comparison (= Studien zur Germania Sacra. Neue Folge 13). De Gruyter Akademie Forschung, Berlin/Boston 2022, ISBN 978-3-11-077689-8.
- mit Oliver Auge, Nina Gallion: „Kleine Bischöfe“ im Alten Reich. Strukturelle Zwänge, Handlungsspielräume und soziale Praktiken im Wandel (1200–1600) (= Zeitschrift für historische Forschung. Beiheft. Bd. 58). Duncker & Humblot, Berlin 2021, ISBN 978-3-428-18326-5.
- mit Miriam Czock und Uta Kleine: Der Wert des Heiligen. Spirituelle, materielle und ökonomische Verflechtungen (= Beiträge zur Hagiographie. Bd. 23). Steiner, Stuttgart 2020, ISBN 978-3-515-12680-9.
- mit Stephan Bruhn: Jenseits des Königshofs. Bischöfe und ihre Diözesen im nachkarolingischen ostfränkisch-deutschen Reich (850–1100) (= Studien zur Germania Sacra. Neue Folge Bd. 10). De Gruyter Akademie Forschung, Berlin 2019, ISBN 978-3-11-065293-2.
- mit Fiona Fritz: Heiligkeiten. Konstruktionen, Funktionen und Transfer von Heiligkeitskonzepten im europäischen Früh- und Hochmittelalter. Steiner, Stuttgart 2019, ISBN 978-3-515-12134-7.
- mit Gerhard Fouquet: Bischofsstadt ohne Bischof? Präsenz, Interaktion und Hoforganisation in bischöflichen Städten des Mittelalters (1300–1600) (= Residenzenforschung. Neue Folge. Stadt und Hof. Bd. 4). Thorbecke, Ostfildern 2017, ISBN 978-3-7995-4533-4.
- mit Anja Franke-Schwenk und Tine Stein: Endlichkeit. Zur Vergänglichkeit und Begrenztheit von Mensch, Natur und Gesellschaft (= Edition Kulturwissenschaft. Bd. 59). transcript, Bielefeld 2016, ISBN 978-3-8376-2945-3.
- mit Dietmar Schiersner: Reformverlierer 1000–1800. Zum Umgang mit Niederlagen in der europäischen Vormoderne (= Zeitschrift für historische Forschung. Beiheft. Bd. 53). Duncker & Humblot, Berlin 2016, ISBN 978-3-428-14936-0.
- mit Mathias Kälble, Heinz Krieg: Adel und Königtum im mittelalterlichen Schwaben. Festschrift für Thomas Zotz zum 65. Geburtstag (= Veröffentlichungen der Kommission für Geschichtliche Landeskunde in Baden-Württemberg. Bd. 175). Kohlhammer, Stuttgart 2009, ISBN 978-3-17-020863-6 (Rezension in sehepunkte).